# Gambialoa nigra
Gambialoa nigra är en insektsart som beskrevs av Irena Dworakowska 1981. Gambialoa nigra ingår i släktet Gambialoa och familjen dvärgstritar.
Artens utbredningsområde är Sri Lanka. Inga underarter finns listade i Catalogue of Life.